# Bláskógabyggð

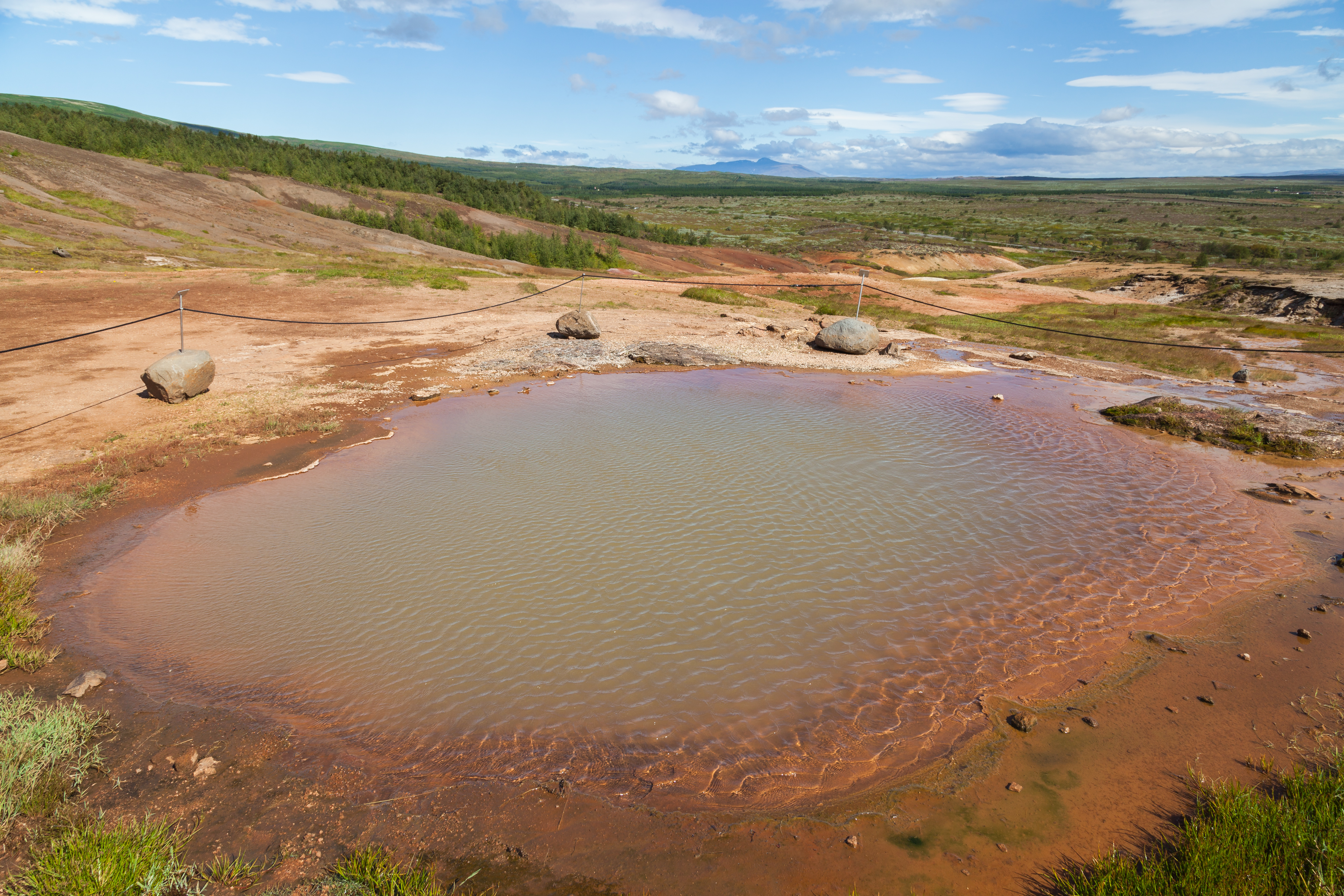
Konungshver, àrea geotèrmica de Geysir.

Bláskógabyggð és un municipi d'Islàndia a la regió de Suðurland. Té una extensió de 3.300 km² i una població de 1.362 habitants l'1 de gener de 2025. El municipi va ser creat l'11 de febrer de 2002 mitjançant la fusió dels antics municipis de Laugardalshreppur, Biskupstungnahreppur i Þingvallahreppur. Dona la casualitat que dins els seus límits hi ha un enclavament del municipi de Grímsnes- og Grafningshreppur.
El nom del municipi deriva de la zona rural al voltant del llac Þingvellir , coneguda com a Bláskógar.
Les principals poblacions del municipi són Laugarás i Laugarvatn.